# Moneygall
Moneygall (iriska: Muine Gall) är en ort i republiken Irland.   Den ligger i grevskapet Uíbh Fhailí och provinsen Leinster, i den centrala delen av landet, 130 km väster om huvudstaden Dublin. Moneygall ligger 120 meter över havet och antalet invånare är 310.
Terrängen runt Moneygall är platt norrut, men söderut är den kuperad. Runt Moneygall är det mycket glesbefolkat, med 7 invånare per kvadratkilometer. Närmaste större samhälle är Templemore, 12,6 km sydost om Moneygall. Trakten runt Moneygall består i huvudsak av gräsmarker.